# Superliga polska w piłce ręcznej mężczyzn (2018/2019)
Superliga polska w piłce ręcznej mężczyzn 2018/2019 – 63. edycja najwyższej w hierarchii klasy ligowych rozgrywek piłki ręcznej mężczyzn w Polsce, mająca na celu wyłonienie mistrza Polski na rok 2019, a także drużyn, które uzyskały prawo występu w europejskich pucharach w sezonie 2019/2020. W dniu 21 marca 2018 ruszył proces licencyjny dla drużyn PGNiG Superligi oraz zwycięzców grup I Ligi. Chęć udziału w zmaganiach zgłosiło 15 drużyn Superligi oraz trzy drużyny z I Ligi, w tym zwycięzcy grup. Proces licencyjny w pierwszym etapie trwał do 30 kwietnia 2018.
W terminie do 30 kwietnia 2018 dokumentów licencyjnych nie złożył zespół Meble Wójcik Elbląg.
W dniu 20 czerwca 2018 Komisarz Ligi wydał pierwsze decyzje licencyjne. Drugi etap udzielenia licencji w przypadku odmowy w pierwszym terminie i możliwości uzupełnienia braków dokumentów, musiał zakończyć się ostatecznym zatwierdzeniem drużyn w dniu 1 sierpnia 2018. W dniu 11 lipca 2018 odbyło się ostatnie posiedzenie Komisji Odwoławczej przy ZPRP, oddalające odwołanie SPR Tarnów i tym samym, skład Superligi został zatwierdzony na 14 drużyn.
Obecny sezon jest trzecim i ostatnim sezonem, na jakie liga zawodowa została zamknięta i po tym okresie nastąpią spadki do niższej klasy rozgrywek oraz bezpośredni awans zwycięzcy turnieju finałowego zwycięzców grup I Ligi, pod warunkiem spełniania wymogów licencyjnych przez zespoły z I Ligi.
W trakcie procesu licencyjnego trwały prace nad zmianą formuły rozgrywek. Ostatecznie zrezygnowano z podziału na dwie grupy i po zakończeniu rundy zasadniczej drużyny zostały podzielone na dwie grupy: pierwsza "ósemka" utworzyła pary ćwierćfinałowe, zaś pozostałe 6 drużyn rozegra systemem mecz-rewanż rundę o utrzymanie w Superlidze.
Sponsorem tytularnym rozgrywek jest Polskie Górnictwo Naftowe i Gazownictwo, stąd ich marketingowa nazwa brzmi PGNiG Superliga Mężczyzn.
Tytuł mistrza Polski obroniło PGE Vive Kielce, zdobywając go po raz szesnasty w historii.

## Drużyny
| | Uczestnicy poprzedniej edycji      |    | Data licencji |
| --- | ---------------------------------- | -- | ------------- |
| KCE | PGE Vive Kielce                    | 1  | 20.06.2018    |
| PLO | Orlen Wisła Płock                  | 2  | 20.06.2018    |
| PUL | Azoty-Puławy                       | 3  | 20.06.2018    |
| OPO | Gwardia Opole                      | 4  | 20.06.2018    |
| ZAB | NMC Górnik Zabrze                  | 5  | 20.06.2018    |
| GLO | Chrobry Głogów                     | 6  | 20.06.2018    |
| KAL | MKS Kalisz                         | 7  | 20.06.2018    |
| GDA | Wybrzeże Gdańsk                    | 8  | 20.06.2018    |
| KWI | MMTS Kwidzyn                       | 9  | 20.06.2018    |
| LUB | Zagłębie Lubin                     | 10 | 20.06.2018    |
| PIO | Piotrkowianin Piotrków Trybunalski | 11 | 20.06.2018    |
| MIE | Stal Mielec                        | 12 | 20.06.2018    |
| SZC | Pogoń Szczecin                     | 13 | 20.06.2018    |
| ELB | Meble Wójcik Elbląg                | 14 | rezygnacja    |
| LEG | KPR Legionowo                      | 15 | brak          |
| GDY | Arka Gdynia                        | 16 | 20.06.2018    |
| Oznaczenia: - kolumna pierwsza – skróty nazw drużyn wpisane na mapie, - kolumna trzecia – miejsce zajęte przez daną drużynę w poprzednim sezonie. - kolumna czwarta – data uzyskania licencji w danym sezonie rozgrywek. |                                    |    |               |

## System rozgrywek
Rozgrywki prowadzone były systemem kołowym w formie mecz-rewanż. Wszystkie mecze w rundzie zasadniczej oraz spadkowej będą musiały zakończyć się wynikiem rozstrzygającym (nie ma remisów). W przypadku braku rozstrzygnięcia w regulaminowym czasie zarządzana była seria rzutów karnych. Bramki zdobyte przez zawodników w rzutach karnych po upływie regulaminowego czasu gry nie zaliczały się do indywidualnych statystyk i służyły wyłącznie do ustalenia wyniku spotkania. W fazie pucharowej mogły wystąpić remisy w poszczególnych meczach a w przypadku remisu w dwumeczu - zarządzane były rzuty karne.
Zgodnie z regulaminem rozgrywek w sezonie 2018/2019 po zakończeniu rundy zasadniczej, drużyny zostały podzielone na dwie grupy:
- pierwsze osiem drużyn utworzyło pary ćwierćfinałowe
- pozostałe sześć drużyn rozegra mecze o utrzymanie w Superlidze

Zespołom, które po rundzie zasadniczej zajęły miejsca 9-14, zostały wyzerowane punkty i systemem mecz-rewanż rozegrają rundę o utrzymanie w PGNiG Superlidze. Ostatni zespół spadł do I Ligi a zespół, który zajął miejsce 13. rozegra dwumecz barażowy z drugim zespołem z turnieju finałowego I Ligi.

## Zasady punktacji
Zwycięstwo w regulaminowym czasie: 3 pkt

Zwycięstwo po karnych: 2 pkt

Porażka po karnych: 1 pkt

Porażka w regulaminowym czasie: 0 pkt

## Trenerzy
| Lp. | Drużyna                            | Trener                       |
| --- | ---------------------------------- | ---------------------------- |
| 1.  | PGE Vive Kielce                    | Tałant Dujszebajew           |
| 2.  | Orlen Wisła Płock                  | Xavi Sabaté                  |
| 3.  | Azoty-Puławy                       | Zbigniew Markuszewski        |
| 4.  | Gwardia Opole                      | Rafał Kuptel                 |
| 5.  | NMC Górnik Zabrze                  | Rastislav Trtik              |
| 6.  | Chrobry Głogów                     | Jarosław Cieślikowski        |
| 7.  | MKS Kalisz                         | Patrik Liljestrand           |
| 8.  | Wybrzeże Gdańsk                    | Thomas Orneborg              |
| 9.  | MMTS Kwidzyn                       | Tomasz Strząbała             |
| 10. | Zagłębie Lubin                     | Bartłomiej Jaszka            |
| 11. | Piotrkowianin Piotrków Trybunalski | Dmytro Zinczuk               |
| 12. | Stal Mielec                        | Marcin Basiak                |
| 13. | Pogoń Szczecin                     | Rafał Biały Sławomir Fogtman |
| 14. | Arka Gdynia                        | Dawid Nilsson Adam Lisiewicz |

## Hale
| Miasto               | Klub                               | Hala                                             | Adres                                         | Pojemność | Zdjęcie |
| -------------------- | ---------------------------------- | ------------------------------------------------ | --------------------------------------------- | --------- | ------- |
| Gdynia               | Arka Gdynia                        | Gdynia Arena                                     | ul. Kazimierza Górskiego 8 Gdynia             | 4271      |         |
| Puławy               | Azoty-Puławy                       | Hala sportowa MOSiR                              | ul. Aleja Partyzantów 11 Puławy               | 711       |         |
| Głogów               | Chrobry Głogów                     | Hala widowiskowo-sportowa im. Ryszarda Matuszaka | ul. Wita Stwosza 1 Głogów                     | 2500      |         |
| Opole                | Gwardia Opole                      | Hala Okrąglak                                    | ul. Oleska 70 Opole                           | 3500      |         |
| Kalisz               | MKS Kalisz                         | Arena Kalisz                                     | ul. Prymasa Stefana Wyszyńskiego 22-24 Kalisz | 3164      |         |
| Kwidzyn              | MMTS Kwidzyn                       | Kompleks Widowiskowo-Sportowy KCSiR              | ul. Wiejska 1 Kwidzyn                         | 1504      |         |
| Zabrze               | NMC Górnik Zabrze                  | Hala sportowa Pogoń Zabrze                       | ul. Wolności 406 Zabrze                       | 1000      |         |
| Płock                | Orlen Wisła Płock                  | Orlen Arena                                      | ul. Plac Celebry Papieskiej 1 Płock           | 5492      |         |
| Mielec               | Stal Mielec                        | Gimnazjum nr 2 w Mielcu                          | ul. Grunwaldzka 7 Mielec                      | 299       |         |
| Piotrków Trybunalski | Piotrkowianin Piotrków Trybunalski | Hala Relax                                       | al. 3-go Maja 6 B Piotrków Trybunalski        | 800       |         |
| Szczecin             | Pogoń Szczecin                     | Arena Szczecin                                   | ul. Władysława Szafera 3/5/7 Szczecin         | 5403      |         |
| Kielce               | PGE Vive Kielce                    | Hala Legionów                                    | ul. Leszka Drogosza 15 Kielce                 | 4200      |         |
| Gdańsk               | Wybrzeże Gdańsk                    | Hala widowiskowo-sportowa                        | ul. Wiejska 1 Gdańsk                          | 1700      |         |
| Lubin                | Zagłębie Lubin                     | RCS Lubin                                        | ul. Odrodzenia 28b Lubin                      | 3714      |         |

## Rozgrywki

### Runda zasadnicza
awans do rundy finałowej
     rozgrywki w rundzie spadkowej
Tabela
| Lp | Drużyna                            | M  | Mecze | Mecze | Mecze | Mecze | Bramki | Bramki | Bramki | Pkt | Uwagi |
| Lp | Drużyna                            | M  | W3    | W2    | P1    | P0    | +      | -      | +/-    | Pkt | Uwagi |
| -- | ---------------------------------- | -- | ----- | ----- | ----- | ----- | ------ | ------ | ------ | --- | ----- |
| 1  | PGE Vive Kielce                    | 26 | 25    | 1     | 0     | 0     | 973    | 681    | +292   | 77  |       |
| 2  | Orlen Wisła Płock                  | 26 | 21    | 2     | 1     | 2     | 800    | 582    | +218   | 68  |       |
| 3  | NMC Górnik Zabrze                  | 26 | 18    | 2     | 1     | 5     | 743    | 643    | +100   | 59  |       |
| 4  | Gwardia Opole                      | 26 | 17    | 0     | 1     | 8     | 732    | 722    | +10    | 52  |       |
| 5  | Azoty-Puławy                       | 26 | 15    | 1     | 1     | 9     | 771    | 686    | +85    | 48  |       |
| 6  | MMTS Kwidzyn                       | 26 | 13    | 2     | 2     | 9     | 644    | 657    | −13    | 45  |       |
| 7  | Piotrkowianin Piotrków Trybunalski | 26 | 12    | 1     | 1     | 12    | 709    | 750    | −41    | 39  |       |
| 8  | Chrobry Głogów                     | 26 | 12    | 0     | 0     | 14    | 694    | 700    | −6     | 36  |       |
| 9  | Wybrzeże Gdańsk                    | 26 | 9     | 0     | 2     | 15    | 691    | 754    | −63    | 29  |       |
| 10 | Zagłębie Lubin                     | 26 | 9     | 1     | 0     | 16    | 641    | 707    | −66    | 29  |       |
| 11 | MKS Kalisz                         | 26 | 7     | 2     | 1     | 16    | 651    | 710    | −59    | 26  |       |
| 12 | Pogoń Szczecin                     | 26 | 6     | 0     | 1     | 19    | 648    | 762    | −114   | 19  |       |
| 13 | Stal Mielec                        | 26 | 5     | 0     | 1     | 20    | 686    | 821    | −135   | 16  |       |
| 14 | Arka Gdynia                        | 26 | 1     | 0     | 0     | 25    | 662    | 870    | −208   | 3   |       |

Źródło: pgnig-superliga.pl (pol.)
Zasady ustalania kolejności: 1. liczba zdobytych punktów; 2.większa różnica bramek ze wszystkich zawodów; 3. większa liczba zdobytych bramek ze wszystkich zawodów. 
Lp = pozycja; M = liczba meczów rozegranych;   W3 = liczba meczów wygranych za 3 pkt; W2 = liczba meczów wygranych za 2 pkt;
 P1 = liczba meczów przegranych po dogrywce/karnych (za 1 pkt); P0 = liczba meczów przegranych bez dogrywki/karnych;
B+ = bramki zdobyte; B- = bramki stracone;  Pkt = liczba zdobytych punktów

Wyniki
| Gospodarz \ Gość1                  | GDY   | PUL   | GLO   | OPO   | KAL   | KWI          | ZAB          | PLO          | KCE   | PIO          | SZC          | MIE   | GDA          | LUB   |
| Arka Gdynia                        |       | 33:37 | 21:25 | 29:40 | 28:24 | 27:33        | 19:31        | 27:31        | 31:40 | 33:37        | 27:30        | 30:35 | 34:42        | 21:28 |
| Azoty-Puławy                       | 35:22 |       | 34:26 | 34:22 | 28:24 | 26:17        | 29:29k <1:3> | 21:24        | 30:35 | 31:27        | 30:23        | 35:20 | 24:24k <4:3> | 35:24 |
| Chrobry Głogów                     | 41:29 | 34:33 |       | 29:34 | 22:24 | 27:21        | 22:26        | 26:33        | 30:38 | 29:23        | 25:28        | 25:24 | 26:21        | 23:19 |
| Gwardia Opole                      | 30:19 | 26:30 | 29:27 |       | 30:28 | 24:21        | 26:23        | 24:37        | 26:36 | 26:26k <4:3> | 28:22        | 33:31 | 32:29        | 34:20 |
| MKS Kalisz                         | 27:16 | 24:25 | 26:24 | 26:31 |       | 23:23k <4:2> | 26:26k <2:4> | 26:29        | 27:37 | 24:29        | 22:22k <4:2> | 29:28 | 29:31        | 27:29 |
| MMTS Kwidzyn                       | 25:19 | 28:26 | 24:22 | 26:27 | 24:21 |              | 27:26        | 21:21k <3:4> | 22:39 | 33:28        | 27:22        | 29:20 | 26:26k <4:1> | 25:23 |
| NMC Górnik Zabrze                  | 38:24 | 28:25 | 29:24 | 32:25 | 29:26 | 30:21        |              | 23:23k <1:3> | 24:32 | 27:20        | 32:26        | 35:26 | 28:19        | 28:25 |
| Orlen Wisła Płock                  | 36:17 | 28:17 | 29:21 | 29:17 | 30:18 | 29:16        | 25:26        |              | 24:31 | 38:24        | 42:21        | 38:22 | 38:27        | 28:20 |
| PGE Vive Kielce                    | 38:25 | 35:18 | 35:27 | 40:30 | 43:20 | 36:27        | 32:23        | 30:30k <3:0> |       | 39:23        | 48:29        | 35:28 | 42:28        | 31:21 |
| Piotrkowianin Piotrków Trybunalski | 36:26 | 32:31 | 30:27 | 23:25 | 27:22 | 22:25        | 26:28        | 24:40        | 32:45 |              | 29:25        | 34:26 | 26:27        | 30:29 |
| Pogoń Szczecin                     | 20:19 | 30:37 | 20:26 | 26:27 | 25:28 | 17:28        | 22:26        | 23:31        | 23:40 | 27:29        |              | 28:31 | 34:27        | 27:21 |
| Stal Mielec                        | 40:32 | 24:41 | 24:30 | 28:39 | 19:24 | 27:27k <5:6> | 25:37        | 20:32        | 28:39 | 27:29        | 27:33        |       | 30:25        | 27:24 |
| Wybrzeże Gdańsk                    | 33:27 | 16:31 | 25:28 | 25:28 | 33:28 | 26:27        | 32:31        | 21:26        | 29:42 | 17:20        | 25:20        | 29:23 |              | 29:25 |
| Zagłębie Lubin                     | 38:27 | 31:28 | 21:28 | 26:19 | 22:28 | 23:21        | 16:28        | 19:29        | 26:35 | 23:23k <5:4> | 30:25        | 29:26 | 29:25        |       |

Źródło: zprp.pl (pol.)
1Drużyna gospodarzy jest wymieniona po lewej stronie tabeli.
W relacjach TV z rozgrywek krajowych PGE Vive Kielce opisywany jest jako KIE, zaś w rozgrywkach europejskich używany jest skrót KCE (od sezonu 2018/2019 - wcześniej KSK) dla odróżnienia od zespołu THW Kiel.
Litera k po wyniku oznacza mecz rozstrzygnięty po rzutach karnych.
Kolory: Niebieski = wygrana gospodarzy; Biały = remis; Czerwony = zwycięstwo gości.

### Runda spadkowa
utrzymanie w Superlidze
     baraż o utrzymanie w Superlidze
     spadek do I Ligi
Tabela
| Lp | Drużyna         | M  | Mecze | Mecze | Mecze | Mecze | Bramki | Bramki | Bramki | Pkt | Uwagi |
| Lp | Drużyna         | M  | W3    | W2    | P1    | P0    | +      | -      | +/-    | Pkt | Uwagi |
| -- | --------------- | -- | ----- | ----- | ----- | ----- | ------ | ------ | ------ | --- | ----- |
| 1  | MKS Kalisz      | 10 | 8     | 0     | 0     | 2     | 275    | 247    | +28    | 24  |       |
| 2  | Pogoń Szczecin  | 10 | 6     | 0     | 1     | 3     | 282    | 245    | +37    | 19  |       |
| 3  | Wybrzeże Gdańsk | 10 | 4     | 1     | 1     | 4     | 268    | 274    | −6     | 15  |       |
| 4  | Zagłębie Lubin  | 10 | 4     | 0     | 0     | 6     | 269    | 278    | −9     | 12  |       |
| 5  | Stal Mielec     | 10 | 2     | 2     | 0     | 6     | 269    | 277    | −8     | 10  |       |
| 6  | Arka Gdynia     | 10 | 3     | 0     | 1     | 6     | 259    | 301    | −42    | 10  |       |

Źródło: tabela (pol.)
Zasady ustalania kolejności: 1. liczba zdobytych punktów; 2.większa różnica bramek ze wszystkich zawodów; 3. większa liczba zdobytych bramek ze wszystkich zawodów. 
Lp = pozycja; M = liczba meczów rozegranych;   W3 = liczba meczów wygranych za 3 pkt; W2 = liczba meczów wygranych za 2 pkt;
 P1 = liczba meczów przegranych po dogrywce/karnych (za 1 pkt); P0 = liczba meczów przegranych bez dogrywki/karnych;
B+ = bramki zdobyte; B- = bramki stracone;  Pkt = liczba zdobytych punktów

Wyniki
| Gospodarz \ Gość1 | GDY          | KAL   | SZC   | MIE          | GDA   | LUB   |
| Arka Gdynia       |              | 29:31 | 28:27 | 30:41        | 29:30 | 26:30 |
| MKS Kalisz        | 32:19        |       | 25:24 | 26:22        | 27:22 | 23:28 |
| Pogoń Szczecin    | 39:14        | 24:22 |       | 29:29k <2:4> | 31:24 | 31:27 |
| Stal Mielec       | 23:32        | 23:29 | 25:27 |              | 23:24 | 26:27 |
| Wybrzeże Gdańsk   | 26:26k <4:2> | 27:30 | 25:27 | 27:27k <4:5> |       | 35:30 |
| Zagłębie Lubin    | 22:26        | 29:30 | 26:23 | 26:30        | 24:28 |       |

Źródło: zprp.pl (pol.)
1Drużyna gospodarzy jest wymieniona po lewej stronie tabeli.
Litera k po wyniku oznacza mecz rozstrzygnięty po rzutach karnych.
Kolory: Niebieski = wygrana gospodarzy; Biały = remis; Czerwony = zwycięstwo gości.

### Baraż o superligę
| Drużyna 1                            | Wynik dwumeczu | Drużyna 2   | Pierwszy mecz | Drugi mecz |
| ------------------------------------ | -------------- | ----------- | ------------- | ---------- |
| Nielba Wągrowiec                     | 53:64          | Stal Mielec | 28:35         | 25:29      |
| Po lewej gospodarz pierwszego meczu. |                |             |               |            |

Wyniki
| 22925 maja 201918:00 | Nielba Wągrowiec | 28:35(15:19) | Stal Mielec                                  | gospodarz Widzów: 600 Sędzia: Dariusz Mroczkowski, Jakub Mroczkowski (Sierpc) |
| 22925 maja 201918:00 | Paweł Gregor 8   | 28:35(15:19) | 6 Rafał Krupa 6 Piotr Rutkowski 6 Paweł Wilk | gospodarz Widzów: 600 Sędzia: Dariusz Mroczkowski, Jakub Mroczkowski (Sierpc) |
| 22925 maja 201918:00 | 4× · 3×          | 28:35(15:19) | 5× · 3×                                      | gospodarz Widzów: 600 Sędzia: Dariusz Mroczkowski, Jakub Mroczkowski (Sierpc) |

| 23029 maja 201918:00 | Stal Mielec   | 29:25(14:13) | Nielba Wągrowiec  | gospodarz Widzów: 299 Sędzia: Jakub Czochra (Zwierzyniec) Michał Szpinda (Zamość) |
| 23029 maja 201918:00 | Piotr Krępa 6 | 29:25(14:13) | 6 Łukasz Hoffmann | gospodarz Widzów: 299 Sędzia: Jakub Czochra (Zwierzyniec) Michał Szpinda (Zamość) |
| 23029 maja 201918:00 | 6× · 3×       | 29:25(14:13) | 5× · 3× · 1×      | gospodarz Widzów: 299 Sędzia: Jakub Czochra (Zwierzyniec) Michał Szpinda (Zamość) |

### Runda finałowa
|  | Ćwierćfinały                       | Ćwierćfinały | Ćwierćfinały | Ćwierćfinały |  |  | Półfinały         | Półfinały | Półfinały | Półfinały |  |  |  | Finały            | Finały | Finały | Finały |
|  |                                    |              |              |              |  |  |                   |           |           |           |  |  |  |                   |        |        |        |
|  | Nazwa zespołu                      | Stan         | M1           | M2           |  |  | Nazwa zespołu     | Stan      | M1        | M2        |  |  |  | Nazwa zespołu     | Stan   | M1     | M2     |
|  |                                    |              |              |              |  |  |                   |           |           |           |  |  |  |                   |        |        |        |
|  |                                    |              |              |              |  |  |                   |           |           |           |  |  |  |                   |        |        |        |
|  | PGE Vive Kielce                    | 2            | 41           | 34           |  |  |                   |           |           |           |  |  |  |                   |        |        |        |
|  | Chrobry Głogów                     | 0            | 22           | 28           |  |  |                   |           |           |           |  |  |  |                   |        |        |        |
|  |                                    |              |              |              |  |  | PGE Vive Kielce   | 1         | 31        | 37        |  |  |  |                   |        |        |        |
|  |                                    |              |              |              |  |  | Gwardia Opole     | 1         | 32        | 28        |  |  |  |                   |        |        |        |
|  | Gwardia Opole                      | 2            | 27           | 28           |  |  |                   |           |           |           |  |  |  |                   |        |        |        |
|  | Azoty-Puławy                       | 0            | 25           | 25           |  |  |                   |           |           |           |  |  |  |                   |        |        |        |
|  |                                    |              |              |              |  |  |                   |           |           |           |  |  |  | PGE Vive Kielce   | 1      | 26     | 32     |
|  |                                    |              |              |              |  |  |                   |           |           |           |  |  |  | Orlen Wisła Płock | 0      | 26     | 25     |
|  | Orlen Wisła Płock                  | 2            | 32           | 33           |  |  |                   |           |           |           |  |  |  |                   |        |        |        |
|  | Piotrkowianin Piotrków Trybunalski | 0            | 26           | 20           |  |  |                   |           |           |           |  |  |  |                   |        |        |        |
|  |                                    |              |              |              |  |  | Orlen Wisła Płock | 2         | 25        | 28        |  |  |  |                   |        |        |        |
|  |                                    |              |              |              |  |  | MMTS Kwidzyn      | 0         | 13        | 16        |  |  |  |                   |        |        |        |
|  | NMC Górnik Zabrze                  | 1            | 21           | 26           |  |  |                   |           |           |           |  |  |  | Gwardia Opole     | 1      | 25     | 26     |
|  | MMTS Kwidzyn                       | 1            | 19           | 31           |  |  |                   |           |           |           |  |  |  | MMTS Kwidzyn      | 1      | 26     | 24     |

#### Ćwierćfinały
| 21316 kwietnia 201918:30 | Chrobry Głogów       | 22:41(10:19) | PGE Vive Kielce         | gospodarz Widzów: 1100 Sędzia: Jakub Jerlecki, Maciej Łabuń (Szczecin) |
| 21316 kwietnia 201918:30 | Damian Krzysztofik 5 | 22:41(10:19) | 8 Ángel Fernández Pérez | gospodarz Widzów: 1100 Sędzia: Jakub Jerlecki, Maciej Łabuń (Szczecin) |
| 21316 kwietnia 201918:30 | 1× · 2×              | 22:41(10:19) | 3× · 3×                 | gospodarz Widzów: 1100 Sędzia: Jakub Jerlecki, Maciej Łabuń (Szczecin) |

| 21417 kwietnia 201918:30 | Azoty-Puławy   | 25:27(12:14) | Gwardia Opole       | gospodarz Widzów: 820 Sędzia: Marek Baranowski (Warszawa) Bogdan Lemanowicz (Płock) |
| 21417 kwietnia 201918:30 | MArko Painić 6 | 25:27(12:14) | 6 Mateusz Jankowski | gospodarz Widzów: 820 Sędzia: Marek Baranowski (Warszawa) Bogdan Lemanowicz (Płock) |
| 21417 kwietnia 201918:30 | 1× · 3×        | 25:27(12:14) | 3× · 4×             | gospodarz Widzów: 820 Sędzia: Marek Baranowski (Warszawa) Bogdan Lemanowicz (Płock) |

| 21719 kwietnia 201920:15 | PGE Vive Kielce | 34:28(16:14) | Chrobry Głogów                                     | gospodarz Widzów: 1650 Sędzia: Andrzej Kierczak (Pielgrzymowice) Tomasz Wrona (Kraków) |
| 21719 kwietnia 201920:15 | Marko Mamić 6   | 34:28(16:14) | 5 Stanisław Makowiejew 5 Adam Babicz 5 Jakub Orpik | gospodarz Widzów: 1650 Sędzia: Andrzej Kierczak (Pielgrzymowice) Tomasz Wrona (Kraków) |
| 21719 kwietnia 201920:15 | 5× · 3× · 1×    | 34:28(16:14) | 2× · 3×                                            | gospodarz Widzów: 1650 Sędzia: Andrzej Kierczak (Pielgrzymowice) Tomasz Wrona (Kraków) |

| 21623 kwietnia 201918:30 | MMTS Kwidzyn                                       | 19:21(10:11) | NMC Górnik Zabrze | gospodarz Widzów: 1400 Sędzia: Dariusz Mroczkowski, Jakub Mroczkowski (Sierpc) |
| 21623 kwietnia 201918:30 | Michał Potoczny 4 Kamil Krieger 4 Kacper Adamski 4 | 19:21(10:11) | 9 Iso Sluijters   | gospodarz Widzów: 1400 Sędzia: Dariusz Mroczkowski, Jakub Mroczkowski (Sierpc) |
| 21623 kwietnia 201918:30 | 4× · 3×                                            | 19:21(10:11) | 4× · 3×           | gospodarz Widzów: 1400 Sędzia: Dariusz Mroczkowski, Jakub Mroczkowski (Sierpc) |

| 21525 kwietnia 201918:30 | Piotrkowianin Piotrków Trybunalski                              | 26:32(10:14) | Orlen Wisła Płock | gospodarz Widzów: 550 Sędzia: Michał Fabryczny (Mysłowice) Jakub Rawicki (Katowice) |
| 21525 kwietnia 201918:30 | Adam Pacześny 4 Marcin Szopa 4 Patryk Mastalerz 4 Marcin Tórz 4 | 26:32(10:14) | 9 Michał Daszek   | gospodarz Widzów: 550 Sędzia: Michał Fabryczny (Mysłowice) Jakub Rawicki (Katowice) |
| 21525 kwietnia 201918:30 | 4× · 3×                                                         | 26:32(10:14) | 4× · 3×           | gospodarz Widzów: 550 Sędzia: Michał Fabryczny (Mysłowice) Jakub Rawicki (Katowice) |

| 21826 kwietnia 201918:30 | Gwardia Opole       | 28:25(15:14) | Azoty-Puławy      | gospodarz Widzów: 2000 Sędzia: Bartosz Leszczyński, Marcin Piechota (Płock) |
| 21826 kwietnia 201918:30 | Mateusz Jankowski 8 | 28:25(15:14) | 5 Paweł Podsiadło | gospodarz Widzów: 2000 Sędzia: Bartosz Leszczyński, Marcin Piechota (Płock) |
| 21826 kwietnia 201918:30 | 5× · 2×             | 28:25(15:14) | 3× · 3×           | gospodarz Widzów: 2000 Sędzia: Bartosz Leszczyński, Marcin Piechota (Płock) |

| 22030 kwietnia 201918:15 | NMC Górnik Zabrze | 26:31(11:13) | MMTS Kwidzyn                                             | gospodarz Widzów: 950 Sędzia: Sebastian Pelc, Jakub Pretzlaf (Rzeszów) |
| 22030 kwietnia 201918:15 | Iso Sluijters 7   | 26:31(11:13) | 5 Michał Potoczny 5 Robert Orzechowski 5 Andrzej Kryński | gospodarz Widzów: 950 Sędzia: Sebastian Pelc, Jakub Pretzlaf (Rzeszów) |
| 22030 kwietnia 201918:15 | 4× · 2× · 1×      | 26:31(11:13) | 8× · 4×                                                  | gospodarz Widzów: 950 Sędzia: Sebastian Pelc, Jakub Pretzlaf (Rzeszów) |

| 21930 kwietnia 201920:15 | Orlen Wisła Płock | 33:20(13:9) | Piotrkowianin Piotrków Trybunalski | gospodarz Widzów: 1000 Sędzia: Łukasz Kamrowski (Cedry Wielkie) Piotr Wojdyr (Gdańsk) |
| 21930 kwietnia 201920:15 | Michał Daszek 8   | 33:20(13:9) | 6 Grzegorz Sobut                   | gospodarz Widzów: 1000 Sędzia: Łukasz Kamrowski (Cedry Wielkie) Piotr Wojdyr (Gdańsk) |
| 21930 kwietnia 201920:15 | 4× · 3×           | 33:20(13:9) | 5× · 3× · 1×                       | gospodarz Widzów: 1000 Sędzia: Łukasz Kamrowski (Cedry Wielkie) Piotr Wojdyr (Gdańsk) |

#### Półfinały
| 22114 maja 201918:30 | Gwardia Opole      | 32:31(15:15) | PGE Vive Kielce   | gospodarz Widzów: 2900 Sędzia: Korneliusz Habierski, Grzegorz Skrobak (Głogów) |
| 22114 maja 201918:30 | Antoni Łangowski 9 | 32:31(15:15) | 6 Alex Dujshebaev | gospodarz Widzów: 2900 Sędzia: Korneliusz Habierski, Grzegorz Skrobak (Głogów) |
| 22114 maja 201918:30 | 4× · 3× · 1×       | 32:31(15:15) | 4× · 2×           | gospodarz Widzów: 2900 Sędzia: Korneliusz Habierski, Grzegorz Skrobak (Głogów) |

| 22215 maja 201918:30 | MMTS Kwidzyn      | 13:25(6:14) | Orlen Wisła Płock          | gospodarz Widzów: 1500 Sędzia: Michał Orzech, Robert Orzech (Brodnica) |
| 22215 maja 201918:30 | Michał Potoczny 5 | 13:25(6:14) | 6 José Guilherme de Toledo | gospodarz Widzów: 1500 Sędzia: Michał Orzech, Robert Orzech (Brodnica) |
| 22215 maja 201918:30 | 3× · 3×           | 13:25(6:14) | 4× · 3×                    | gospodarz Widzów: 1500 Sędzia: Michał Orzech, Robert Orzech (Brodnica) |

| 22318 maja 201918:00 | PGE Vive Kielce | 37:28(21:13) | Gwardia Opole  | gospodarz Widzów: 2470 Sędzia: Cezary Figarski, Dariusz Żak (Radom) |
| 22318 maja 201918:00 | Blaž Janc 7     | 37:28(21:13) | 8 Patryk Mauer | gospodarz Widzów: 2470 Sędzia: Cezary Figarski, Dariusz Żak (Radom) |
| 22318 maja 201918:00 | 8× · 4× · 1×    | 37:28(21:13) | 5× · 3× · 1×   | gospodarz Widzów: 2470 Sędzia: Cezary Figarski, Dariusz Żak (Radom) |

| 22419 maja 201913:00 | Orlen Wisła Płock          | 28:16(14:9) | MMTS Kwidzyn      | gospodarz Widzów: 950 Sędzia: Mariusz Marciniak, Piotr Radziszewski (Wolsztyn) |
| 22419 maja 201913:00 | José Guilherme de Toledo 6 | 28:16(14:9) | 5 Andrzej Kryński | gospodarz Widzów: 950 Sędzia: Mariusz Marciniak, Piotr Radziszewski (Wolsztyn) |
| 22419 maja 201913:00 | 3× · 3×                    | 28:16(14:9) | 4× · 2×           | gospodarz Widzów: 950 Sędzia: Mariusz Marciniak, Piotr Radziszewski (Wolsztyn) |

#### Mecz o 3. miejsce
| 22521 maja 201920:15 | MMTS Kwidzyn      | 26:25(16:12) | Gwardia Opole      | gospodarz Widzów: 1400 Sędzia: Bartosz Leszczyński, Marcin Piechota (Płock) |
| 22521 maja 201920:15 | Michał Potoczny 9 | 26:25(16:12) | 8 Antoni Łangowski | gospodarz Widzów: 1400 Sędzia: Bartosz Leszczyński, Marcin Piechota (Płock) |
| 22521 maja 201920:15 | 3× · 4×           | 26:25(16:12) | 7× · 3×            | gospodarz Widzów: 1400 Sędzia: Bartosz Leszczyński, Marcin Piechota (Płock) |

| 22724 maja 201920:15 | Gwardia Opole                    | 26:24(16:13) | MMTS Kwidzyn      | gospodarz Widzów: 2996 Sędzia: Krzysztof Bąk, Kamil Ciesielski (Zielona Góra) |
| 22724 maja 201920:15 | Patryk Mauer 5 Maciej Zarzycki 5 | 26:24(16:13) | 8 Adrian Nogowski | gospodarz Widzów: 2996 Sędzia: Krzysztof Bąk, Kamil Ciesielski (Zielona Góra) |
| 22724 maja 201920:15 | 7× · 3×                          | 26:24(16:13) | 3× · 4× · 1×      | gospodarz Widzów: 2996 Sędzia: Krzysztof Bąk, Kamil Ciesielski (Zielona Góra) |

#### Finał
| 22622 maja 201920:15 | Orlen Wisła Płock             | 26:26(14:11) | PGE Vive Kielce                       | gospodarz Widzów: 4500 Sędzia: Andrzej Kierczak (Pielgrzymowice) Tomasz Wrona (Kraków) |
| 22622 maja 201920:15 | Lovro Mihić 6 Michał Daszek 6 | 26:26(14:11) | 5 Julen Aguinagalde 5 Alex Dujshebaev | gospodarz Widzów: 4500 Sędzia: Andrzej Kierczak (Pielgrzymowice) Tomasz Wrona (Kraków) |
| 22622 maja 201920:15 | 6× · 4× · 1×                  | 26:26(14:11) | 5× · 3×                               | gospodarz Widzów: 4500 Sędzia: Andrzej Kierczak (Pielgrzymowice) Tomasz Wrona (Kraków) |

| 22825 maja 201918:00 | PGE Vive Kielce   | 32:25(15:12) | Orlen Wisła Płock | gospodarz Widzów: 4200 Sędzia: Sebastian Pelc, Jakub Pretzlaf (Rzeszów) |
| 22825 maja 201918:00 | Alex Dujshebaev 8 | 32:25(15:12) | 7 Michał Daszek   | gospodarz Widzów: 4200 Sędzia: Sebastian Pelc, Jakub Pretzlaf (Rzeszów) |
| 22825 maja 201918:00 | 4× · 3× · 1×      | 32:25(15:12) | 5× · 3×           | gospodarz Widzów: 4200 Sędzia: Sebastian Pelc, Jakub Pretzlaf (Rzeszów) |

## Klasyfikacja końcowa
| Miejsce | Drużyna                            | Uwagi                       |
| ------- | ---------------------------------- | --------------------------- |
| złoto   | PGE Vive Kielce                    | Liga Mistrzów               |
| srebro  | Orlen Wisła Płock                  | Liga Mistrzów               |
| brąz    | Gwardia Opole                      | Puchar EHF                  |
| 4.      | MMTS Kwidzyn                       |                             |
| 5.      | NMC Górnik Zabrze                  | Puchar EHF                  |
| 6.      | Azoty-Puławy                       |                             |
| 7.      | Piotrkowianin Piotrków Trybunalski |                             |
| 8.      | Chrobry Głogów                     |                             |
| 9.      | MKS Kalisz                         |                             |
| 10.     | Pogoń Szczecin                     |                             |
| 11.     | Wybrzeże Gdańsk                    |                             |
| 12.     | Zagłębie Lubin                     |                             |
| 13.     | Stal Mielec                        | utrzymanie się w Superlidze |
| 14.     | Arka Gdynia                        | rozwiązanie po sezonie      |

## Klasyfikacje indywidualne

### Klasyfikacja strzelców
Klasyfikacja obejmuje wszystkie mecze: rundy zasadniczej, rundy spadkowej, barażowej i finałowej. Tytuł króla strzelców został przyznany po rundzie zasadniczej i zdobył go Arkadiusz Moryto reprezentujący PGE Vive Kielce.
| Lp. | Bramki | Mecze | Skuteczność | Zawodnik          | Drużyna           |
| --- | ------ | ----- | ----------- | ----------------- | ----------------- |
| 1.  | 193    | 36    | 59,75%      | Adrian Kondratiuk | Wybrzeże Gdańsk   |
| 2.  | 173    | 30    | 79,72%      | Arkadiusz Moryto  | PGE Vive Kielce   |
| 3.  | 169    | 28    | 74,78%      | Michał Daszek     | Orlen Wisła Płock |
| 6.  | 152    | 28    | 75,62%      | Blaž Janc         | PGE Vive Kielce   |
| 5.  | 149    | 32    | 74,87%      | Patryk Mauer      | Gwardia Opole     |
| 6.  | 149    | 35    | 47,30%      | Robert Kamyszek   | Arka Gdynia       |
| 7.  | 146    | 28    | 60,33%      | Iso Sluijters     | NMC Górnik Zabrze |
| 8.  | 145    | 35    | 49,49%      | Paweł Krupa       | Pogoń Szczecin    |
| 9.  | 144    | 32    | 57,83%      | Marek Szpera      | MKS Kalisz        |
| 10. | 142    | 36    | 64,25%      | Michał Drej       | MKS Kalisz        |

W przypadku identycznej liczby zdobytych bramek wyższe miejsce zajmuje zawodnik, który zdobył je w mniejszej liczbie meczów a przy tej samej liczbie meczów - który miał lepszą skuteczność.

### Klasyfikacja bramkarzy
| Lp. | Zawodnik           | Drużyna           | Ogółem      | Ogółem          | Ogółem          | W tym: rzuty karne | W tym: rzuty karne | W tym: rzuty karne |
| Lp. | Zawodnik           | Drużyna           | Skuteczność | Obronione rzuty | Stracone bramki | Skuteczność        | Obronione rzuty    | Stracone bramki    |
| --- | ------------------ | ----------------- | ----------- | --------------- | --------------- | ------------------ | ------------------ | ------------------ |
| 1.  | Martin Galia       | NMC Górnik Zabrze | 36,98%      | 159             | 271             | 31,25%             | 10                 | 22                 |
| 2.  | Adam Morawski      | Orlen Wisła Płock | 35,95%      | 183             | 326             | 25,93%             | 14                 | 40                 |
| 3.  | Marcin Wichary     | Orlen Wisła Płock | 34,40%      | 97              | 185             | 22,58%             | 7                  | 24                 |
| 4.  | Ádám Borbély       | Orlen Wisła Płock | 34,15%      | 97              | 187             | 23,08%             | 6                  | 20                 |
| 5.  | Vladimir Cupara    | PGE Vive Kielce   | 33,63%      | 152             | 300             | 21,95%             | 9                  | 32                 |
| 6.  | Mateusz Zembrzycki | Gwardia Opole     | 33,33%      | 71              | 142             | 18,18%             | 2                  | 9                  |
| 7.  | Rafał Stachera     | Chrobry Głogów    | 33,23%      | 215             | 432             | 25,45%             | 14                 | 41                 |
| 8.  | Jakub Skrzyniarz   | Zagłębie Lubin    | 32,57%      | 243             | 503             | 22,58%             | 14                 | 48                 |
| 9.  | Sebastian Zapora   | Pogoń Szczecin    | 32,25%      | 209             | 439             | 30,00%             | 24                 | 56                 |
| 10. | Adam Malcher       | Gwardia Opole     | 31,97%      | 329             | 700             | 30,60%             | 41                 | 93                 |

W przypadku identycznej ogólnej skuteczności wyższe miejsce zajmuje bramkarz, który miał lepszą skuteczność w rzutach karnych.
W zestawieniu pominięci zostali bramkarze, którzy nie rozegrali meczów w rundzie zasadniczej.
Stan na 29 maja 2019 po zakończeniu rozgrywek.
Źródło: Statystyki STATSCORE

## „Gladiatorzy” Superligi
Podobnie jak w poprzednich sezonach PGNiG Superliga ogłosiła wręczenie nagród „Gladiatorzy”. W dniu 11 maja 2018 zebrała się kapituła w składzie:
- Krzysztof Bandych – nc+
- Kamil Kołsut – WP Sportowe Fakty
- Wojciech Osiński – Przegląd Sportowy
- Maciej Wojs – TVP Sport
- Robert Grzędowski – PR Czwórka
- Wojciech Demusiak – Onet
- Leszek Salva – Interia
- Wojciech Staniec – handballnews
- Iwona Niedźwiedź – reprezentant zawodników
- Cezary Osmycki – PAP
- Paweł Kotwica – Polska Press
- Jan Korczak-Mleczko – ZPRP
- Marek Świrkula – Eleven

która ogłosiła zawodników nominowanych w dziewięciu kategoriach. Osobną kategorią jest Gladiator Publiczności, do którego nominowanych zostało 5 zawodników, którzy otrzymali największą liczbę głosów spośród zwycięzców plebiscytów na Gracza Serii i Gracza Tygodnia.

### Nominacje
Zawodnik sezonu
- Michał Daszek
- Blaž Janc
- Adrian Kondratiuk
- Adam Malcher
- Iso Sluijters

Trener sezonu
- Tałant Dujszebajew
- Rafał Kuptel
- Tomasz Strząbała

Odkrycie sezonu
- Piotr Jarosiewicz
- Damian Pawelec
- Piotr Rybski

Bramkarz sezonu
- Martin Galia
- Adam Malcher
- Adam Morawski

Obrońca sezonu
- Mateusz Jachlewski
- Kamil Krieger
- Renato Sulić

Środkowy rozgrywający sezonu
- Luka Cindrić
- Adrian Kondratiuk
- Maciej Pilitowski

Boczny rozgrywający sezonu
- Alex Dujshebaev
- Paweł Podsiadło
- Iso Sluijters
- Marek Szpera
- José Guilherme de Toledo

Skrzydłowy sezonu
- Michał Daszek
- Ángel Fernández Pérez
- Blaž Janc
- Lovro Mihić
- Arkadiusz Moryto

Obrotowy sezonu
- Mateusz Jankowski
- Arciom Karalok
- Michał Peret

Gladiator Publiczności
- Jan Czuwara
- Bartosz Dudek
- Arkadiusz Moryto
- Paweł Salacz
- Marcin Szopa

### Zasady wyboru
W dniach 13 maja - 23 maja 2019 trenerzy i zawodnicy PGNiG Superligi oddawali swoje głosy na poszczególnych zawodników/trenerów, zaś w kategorii Gladiator Publiczności zostało przeprowadzone głosowanie internetowe.

### Nagrodzeni
Nagrodzeni zostali ogłoszeni w dniu 25 maja 2019 bezpośrednio po drugim meczu finałowym o Mistrzostwo Polski:
- Król strzelców[d]: Arkadiusz Moryto – PGE Vive Kielce
- Odkrycie sezonu: Piotr Jarosiewicz – Azoty-Puławy
- Obrońca sezonu: Mateusz Jachlewski – PGE Vive Kielce
- Bramkarz sezonu: Adam Malcher – Gwardia Opole
- Boczny rozgrywający sezonu: Iso Sluijters – NMC Górnik Zabrze
- Środkowy rozgrywający sezonu: Luka Cindrić – PGE Vive Kielce
- Obrotowy sezonu: Michał Peret – MMTS Kwidzyn
- Skrzydłowy sezonu: Michał Daszek – Orlen Wisła Płock
- Trener sezonu: Rafał Kuptel – Gwardia Opole
- Zawodnik sezonu: Michał Daszek – Orlen Wisła Płock
- Gladiator Publiczności: Jan Czuwara – NMC Górnik Zabrze

## Niebieskie kartki
Następujący zawodnicy otrzymali  bez zawieszenia na co najmniej jeden mecz:
- Arkadiusz Bosy w meczu Pogoń Szczecin - Chrobry Głogów

Następujący zawodnicy otrzymali  z zawieszeniem na co najmniej jeden mecz:
- Grzegorz Sobut w meczu Piotrkowianin Piotrków Trybunalski - Wybrzeże Gdańsk - zawieszenie na jeden mecz[41]